# Abattoir Blues / The Lyre of Orpheus
Abattoir Blues / The Lyre Of Orpheus is het dertiende album van Nick Cave and The Bad Seeds.
Het album werd in 2004 uitgegeven op het label Mute Records.
Abattoir Blues / The Lyre Of Orpheus is een dubbelalbum; de titel verwijst onder andere naar de Griekse figuur Orfeus.
Dit dertiende studioalbum van Nick Cave and the Bad Seeds werd opgenomen in de Studios Ferber in Parijs in april 2004. De productie was in handen van Nick Launay en Nick Cave and The Bad Seeds.
Abattoir Blues / The Lyre Of Orpheus werd opgedragen aan Mick Geyer.

## Tracks
Abattoir Blues
- Get Ready For Love
- Cannibal's Hymn
- Hiding All Away
- Messiah Ward
- There She Goes, My Beautiful World
- Nature Boy
- Abattoir Blues
- Let The Bells Ring
- Fable Of The Brown Ape

The Lyre Of Orpheus
- The Lyre Of Orpheus
- Breathless
- Babe, You Turn Me On
- Easy Money
- Supernaturally
- Spell
- Carry Me
- O Children

## Muzikanten
- Nick Cave
- Martyn P. Casey
- Warren Ellis
- Mick Harvey
- James Johnston
- Conway Savage
- Jim Sclavunos
- Thomas Wydler
- Ase Bergstrom
- Lena Palmer
- Wendy Rose
- Stephanie Meade
- Donovan Lawrence
- Geo Onayomake